# أوتيس جونسون (منافس ألعاب قوى)
أوتيس جونسون (بالإنجليزية: Otis Johnson)‏ هو منافس ألعاب قوى أمريكي، ولد في 3 فبراير 1932 في فيلادلفيا في الولايات المتحدة.